# استون (ماساچوست)
استون، ماساچوست
استون(به انگلیسی: Easton) شهرکی در شهرستان بریستول ایالت ماساچوست می‌باشد که در سال ۱۷۲۵ بنیان‌گذاری شده‌است. این شهرک در سرشماری سال ۲۰۱۰ میلادی، ۲۳٬۱۱۲ نفر جمعیت داشته‌است.